# ArchiMate
ArchiMate ist eine offene und unabhängige Modellierungssprache für Unternehmensarchitektur, die die Beschreibung, Analyse und Visualisierung von Architektur innerhalb und zwischen Geschäftsbereichen in einer eindeutigen Weise darstellen kann.
ArchiMate ist ein technischer Standard und eingetragenes Warenzeichen von The Open Group, basierend auf den Konzepten des IEEE-1471-Standards, also der Architekturbeschreibung von Softwaresystemen. Diverse Software-Hersteller unterstützen und implementieren ArchiMate; und es wird auch von Beratungsfirmen unterstützt und angewendet. Weiterhin stellt ArchiMate eine Ergänzung zu TOGAF dar, welches ebenfalls von The Open Group weiterentwickelt wird.
ArchiMate unterscheidet sich von anderen Modellierungssprachen wie UML oder BPMN, indem es den Umfang der Unternehmensarchitektur abdeckt. Da die Datenmodellierung in ArchiMate nicht im Fokus steht, werden stattdessen mächtigere Notationen wie UML oder ein ER-Diagramm für die Datenmodellierung empfohlen.